# 強制徴募

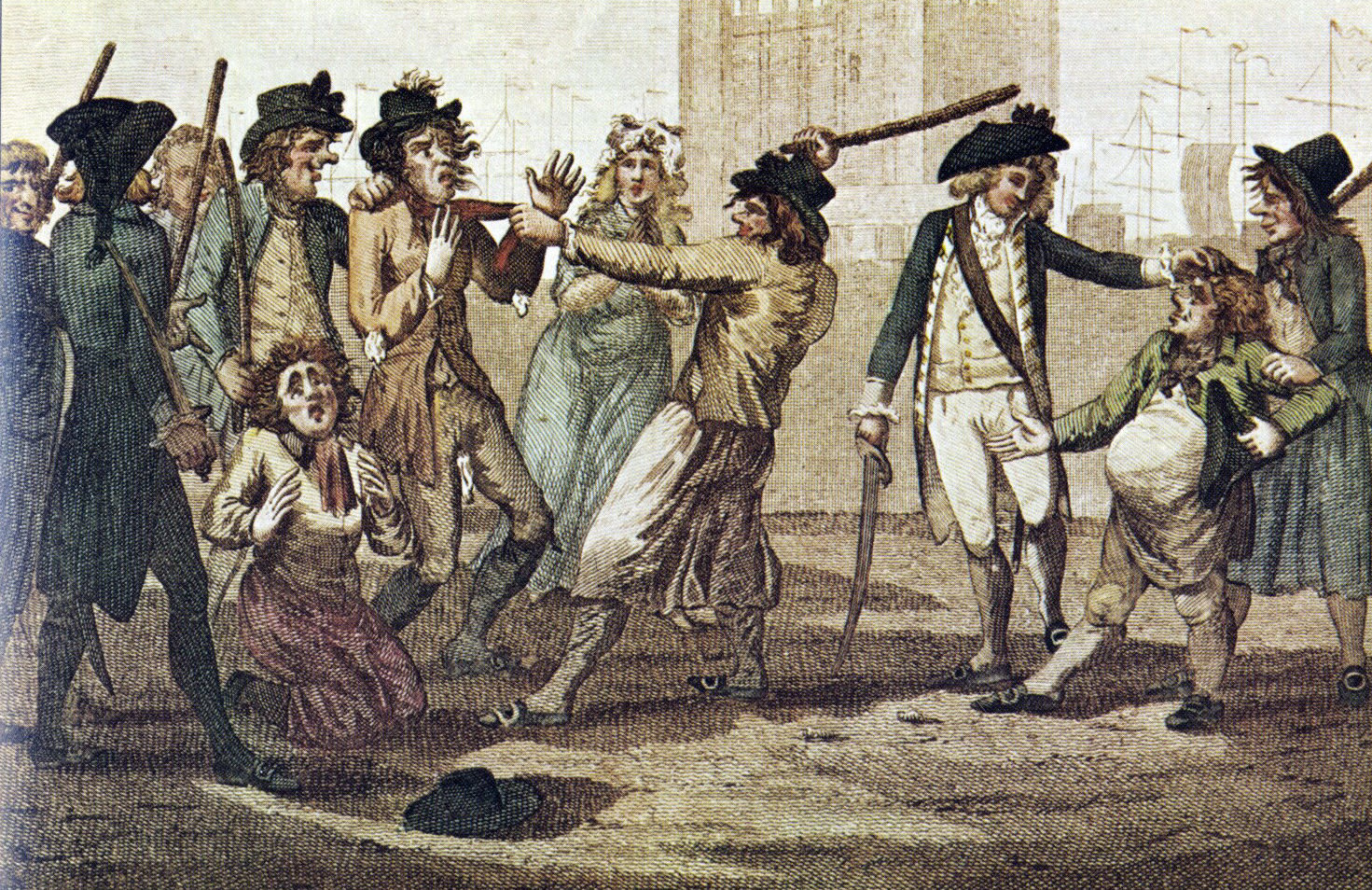
プレス・ギャング（1780年のイギリスの風刺画）

強制徴募（きょうせいちょうぼ、英：impressment（口語でthe pressまたはpress-gangingとも））とは、通常の場合本人の意思を考慮せず、強制的に陸軍または海軍に兵士として徴用すること。イギリス海軍においては1664年に始まり、戦時の乗組員確保の手段として19世紀の初めまで行われた。制度的にはエドワード1世国王（在位1272年 - 1307年）の時代まで遡る。
本項目ではこのイギリスの強制徴募について記述する。

## 概要
イギリス海軍は多くの自国商船の乗組員を強制徴募したばかりでなく、ときには他国の水夫も徴募した。強制徴募に適した人材は「18歳から55歳までの、航海の経験のある男性」であったが、まれに全くの未経験者が徴募されることもあった。
親方を持つ徒弟や役人、自由土地保有者などの上流階級は徴募が免除とされた。他にも東インド会社の船員や特殊な業務につく船員には徴発免除証明書が発行された。
徴募された者は、その徴募が不当であると信ずる場合には海軍本部に訴え出ることができ、その訴えはしばしば認められもした。海軍は、強制徴募された人々が航海の経験がなく、一般水兵（Ordinary Seaman）にも熟練水兵（Able Seaman）にも該当しない場合には - 海上で役に立たないので - あまり関心がなかった。
強制徴募は平時にはあまり行われなかった。平時には海軍で勤務でき、またその意思もある水夫の余裕があったからであり、また商船の給料は通常下がったため、選択肢として魅力がなくなっていたからである。
強制徴募は、イギリスの憲法に反すると信ずる人々から強く批判された。大陸諸国の多くと異なり、イギリスは1778年から1780年にかけての短期間の陸軍への徴兵の試行以外は徴兵を行っておらず、また市民も大多数はそれに反対していた。しかし、強制徴募は海軍の精強さとその拡張、そしてそれによる国の生き残りに不可欠であると考えられたため、法廷の場では繰り返し支持された。
アメリカ合衆国の船からの強制徴募は、米英戦争（1812-1815年）に先立つ時期に、イギリスとアメリカの間で深刻な緊張を引き起こした。1814年のナポレオン敗北に伴ってイギリスは強制徴募を停止し、その後それを再開することはなかった。

## イギリス海軍への入隊と退役
18世紀半ばのイギリス海軍における平均的な水兵の労働環境・生活環境は、現代の規準から見れば厳しいものだが、イギリス商船での環境よりは（そしてしばしば陸上の貧乏暮らしよりも）ましなものだった（しかし賃金は商船より低かった）。新兵採用に関する主たる問題は、戦時においては急造する多くの船に乗せる兵員が不足する、という単純なことであった。私掠船隊、海軍、そして商船隊の3者は、戦時には有能な（せめて「無能でない」）限られた人数の乗組員の取り合いを行っていた。そして3者いずれも人手不足であった。強制徴募はしばしば海軍での勤務を望まない者を水兵にしたが、その場合、彼らは商船との契約を終えることで商船主から未払い賃金の満額の支払を受けられることになっていた。
最大の強制徴募活動のうちの1つは、まだイギリスの植民地法の下にあったニューヨーク市で、1757年の春に起こった。3,000人のイギリス兵が、市の交通を遮断し、居酒屋やその他の溜まり場で根こそぎ強制徴募を行ったのである。「（ありとあらゆる業種の）商人と黒人」も800人が徴募され、そのうち400人は海軍に残った。なお、英語のshanghai（上海）にも「（船などに）無理矢理連れて行く」という意味がある。
先述の3者とも、高い脱走率に対策を講じる必要があった。18世紀の中ごろには、海軍艦船からの脱走率は志願兵も強制徴募兵もほとんど変わらず約25%であった。時間を追ってみると、脱走率は徴募直後は高く、数か月の航海を経ると大きく低下し、1年経つ頃にはたいてい無視できるほどになった。海軍の賃金は月単位か年単位の後払いだったからである。脱走は船の仲間を捨てることになるばかりでなく、すでに稼いだ多額の賃金をふいにすることを意味した。また艦に拿捕賞金が支払われていた場合、脱走してしまえば賞金の分け前にあずかることもできなくなるのである。
脱走防止策の一つとして、英国海軍では寄港地での上陸休暇が無く、乗組員は契約期間中は常時監禁同然だった。休暇がないことは乗組員の大きな不満のひとつであり、時には反乱の原因にもなった。艦長の中には許可を与える者もいたが、並外れた信頼関係がない限り少なからず脱走者は発生した。この慣習は強制徴募の無くなる19世紀初頭まで続いた。

## 強制徴募隊と海上での強制徴募
強制徴募隊は、国民を軍務につかせる国王の権力に基づき、水夫を強制的に海軍の艦船に勤務させるために組織された（当時は兵には「海軍に所属する」という意識は無く、その都度報酬を得て艦船に勤務した）。自ら志願した者には、強制徴募された者とは異なり、前払いで報酬が支払われた。
また、未払いの債務や軽犯罪を帳消しにする目的で海軍に志願する場合もあったが、海軍勤務の辛さも知られており、死刑との二者択一でも、死刑の方を選ぶ囚人もいたという。
陸上での強制徴募は、必要な時に古参の尉官を隊長とする徴募隊が編成された。町の適当な酒場を臨時の駐屯地として借り上げ、まずビラやポスターにより志願者を募った。
強制徴募隊が集めた水夫の約半分は強制徴募者でなく志願者であり（徴募という好ましからざる事態の中で可能な限り有利になるようにし、また志願報奨金も得られるように、やむなく志願した場合もあっただろうが）、人気のある艦長や士官の場合は、水夫からしばしばその船に乗組みたいと請われることもあった。
必要な人数に達しない場合、町で見かけた徴募に適した人間を力ずくで駐屯地に収容した。徴募隊は「プレス・ギャング」と呼ばれ、イギリス市民に（アメリカの植民地の場合と同様に）一貫して嫌われていたので、地方当局はしばしばこれに抵抗し、強制徴募隊の士官を拘束したり、武器を取って彼らに対抗することまであった。
海上での徴募は目標の商船の船首に徴募船を衝突させ、乗り込み隊を送り込む臨検と同様のやり方だった。乗船契約書や免除証明書などを調べ、船の運用に最低限必要な人員以外は徴発された。また、徴募隊が水兵として不適格な人員を代替要員として送り込み、有能な船員を徴募する場合もあった。海上では航海を終えた商船から水夫を強制徴募した。往路の船からは徴募しないという取り決めがあったが、必ずしも守られなかった。海上徴募船は全国の港を監視しており、王室直属の徴募船もあった。

### クオータ制
強制徴募のほかに、イングランドは1795年から1815年までクオータ（quota）システム（または「the quod」）を利用した。各郡はそれぞれの港の数と人口とに応じて特定の数の志願兵を差し出すことが求められた。強制徴募とは異なり、クオータシステムはしばしば犯罪者や未熟な陸上生活者を船に乗せる結果を招いた。
クオータ制はコミュニティにとって監獄や口減らしの場所として機能することもあった。放浪者取締法やエリザベス救貧法を監督する市長には、浮浪者や軽犯罪者など、厄介者や救貧費用のかかる人間を海軍に送り込む権限が与えられていた。ジョン・ハンウェイによって1756年に設立された海員協会は、海軍の海員補充と貧民の処理を目的とした団体で、浮浪児や貧困者の子供を収容し戦時には海軍、平時には民間商船に送り込んだ。1810年にファルマスで2隻の郵便船の船員たちがストライキを起こしたところ、郵政省代行人は徴発免除証明の停止を宣告したが収まらなかったため、海軍に連絡し全員強制徴募された。

## アメリカ合衆国との対立
1795年にジェイ条約が発効し、アメリカ独立革命後未解決のまま放置された多くの問題が処理され、対立の再燃が回避された。しかし、アメリカの船と港町からの水夫の強制徴募に関しては条約は無視され、条約にもともと不賛成だった人々の不満の大きな原因となった。
フランス革命戦争からナポレオン戦争にいたるフランスとの戦い（1793-1815年）の間、イギリス海軍は他国の船に乗組んでいる自国からの逃亡者を、商船を臨検し、またしばしばアメリカの港町を捜すことによって、強引に再徴募した。この徴募はイギリス人に限られていたが、イギリス当局は自然に取得されたアメリカ市民権を認めず、イギリスで生まれたものであればすべて「イギリス人」として徴募の対象とした。その結果、イギリス海軍が徴募した水夫のうちアメリカ市民であるものは6,000人以上に及んだ。これは1812年に始まった米英戦争の直接の理由とはされていないが、強制徴募は深刻な外交上の緊張を引き起こしており、アメリカの世論を反イギリスに傾けるひとつの要因となった。

## 強制徴募の終了
1814年にナポレオン戦争が終了すると、イギリスでの強制徴募も行われなくなった。イギリス海軍は1世紀後の第一次世界大戦まで大規模な軍事行動をとることはなく、そしてその時にはすべての軍種について徴兵制が敷かれていたからである。
また、民間商船に先んじて軍艦は鋼鉄艦、蒸気艦となり戦術が変化したため、軍艦乗りと商船乗りははっきりと区別されるようになった。